# Zaterdag (BLØF)
"Zaterdag" is een nummer van de Nederlandse band BLØF. Het nummer verscheen op hun album Boven uit 1999. Op 3 september van dat jaar werd het nummer uitgebracht als de derde single van het album.

## Achtergrond
"Zaterdag" is geschreven door bassist Peter Slager en geproduceerd door Peter Bauwens en Ronald Vanhuffel. In het nummer is de zanger op een zaterdag met zijn vriendin met de auto onderweg en kijkt hij terug op de week die achter hem ligt. Op het nummer is Ernst Jansz te horen op het wasbord.
"Zaterdag" werd geen grote hit. In de Top 40 kwam het niet terecht en het bleef steken op de vijftiende plaats in de Tipparade, terwijl in de Mega Top 100 de zestigste plaats werd behaald. Het nummer werd tussen 2000 en 2014 door het NPO Radio 2-programma Cappuccino gebruikt als openingstune. In 2013 maakte de band speciaal voor dit programma een aangepaste versie, geïnspireerd door The Byrds. In 2019 kwam het nummer voor het eerst binnen in de Radio 2 Top 2000.

## NPO Radio 2 Top 2000
| Nummer met noteringen in de NPO Radio 2 Top 2000 | '19  | '20  | '21  | '22  | '23  | '24  |
| ------------------------------------------------ | ---- | ---- | ---- | ---- | ---- | ---- |
| Zaterdag                                         | 1532 | 1518 | 1377 | 1479 | 1470 | 1527 |

1. ↑  Een vetgedrukt getal geeft de hoogste notering aan.
2. ↑  2019 was het eerste jaar met een notering voor dit nummer.